# Carineta fasciculata
A Cigarra-do-cafeeiro (Carineta fasciculata) é uma cigarra da família dos cicadídeos. Ocorre no leste do Brasil, Uruguai, Bolívia, Argentina, Equador, Colômbia, Panamá, Paraguai e Venezuela. Mede cerca de 35 mm de comprimento, apresentando coloração geral amarelada com linhas pretas irregulares no dorso. Esta espécie de cigarra aparece geralmente no início da primavera e some no início do verão (período onde entra outra espécie de cigarra).